# IC 1805 e IC 1848
IC 1805 e IC 1848 son dos nebulosas de emisión situadas en la constelación de Casiopea a 7500 años luz del Sistema Solar, en el brazo espiral de Perseo de la Vía Láctea. Ambas conforman la asociación estelar Cassiopeia OB6.
Cerca también de IC 1805 se hallan Maffei I y Maffei II, dos de las galaxias más brillantes del Grupo Maffei.
La distancia hacia estas dos nebulosas está bien determinada, principalmente porque tienen un Cúmulo de estrellas en su centro (es mucho más fácil de determinar la distancia de una nebulosa si esto ocurre). Las nebulosas Corazón y Alma están ubicadas en el brazo de Perseo de nuestra galaxia a 7000 y 7500 años luz de nosotros. Esta parte del brazo tiene una gran actividad de formación de estrellas y hay muchos Cúmulo estelares jóvenes.
La nebulosa se caracteriza por su color rojo intenso y su configuración es resultado por la radiación que emana de un pequeño grupo de estrellas cerca de centro de la nebulosa que Ionizan el gas dándole ese color rojo. Este cúmulo abierto de estrellas conocido como Melotte 15 contiene algunas estrellas brillantes cerca de 50 veces la masa de nuestro Sol, y muchas estrellas más tenues que son sólo una fracción de la masa de nuestro Sol. El Cúmulo de la nebulosa contuvo un microcuásar que fue expulsado hace millones de años.

## Nebulosa del Corazón
Nebulosa del Corazón es también conocida como IC 1805, se llama así por su característica forma en fotografías de larga exposición. Tiene un tamaño de casi 300 años luz, y su fuente de ionización son las estrellas del joven (1,5 millones de años de edad) cúmulo abierto Melotte 15, situadas en su interior y que se han formado en ella.

## Nebulosa del Alma
Nebulosa del Alma es conocida, también como Sh2-199, y es ligeramente menor que la Nebulosa del Corazón, con un tamaño también de más de 200 años luz.

### Melotte 15
Melotte 15 es un cúmulo abierto esta en el centro de la Nebulosa del Corazón. Contiene varias estrellas de tipo espectral O que son las responsables de ionizar el hidrógeno de la nebulosa y hacer que brille con luz rojiza, entre las que cabe destacar HD 15629, y sobre todo HD 15570 -considerada una de las estrellas más masivas y luminosas de la galaxia, con una luminosidad de casi 3 millones de veces la del Sol y posiblemente más de 100 veces más masiva que éste- y HD 15558 -un sistema binario masivo formado por dos estrellas de 150 y 50 masas solares, que incluso podría ser triple. La nebulosa está formada por plasma ionizado de hidrógeno y liberar electrones.

### NGC 896
NGC 896 es la parte de la Nebulosa del Corazón más brillante y fue la primera parte de la nebulosa en descubrirse

### IC 1795
IC 1795 es otra parte de la Nebulosa del Corazón.

### Berkeley 65
Berkeley 65 es un cúmulo abierto asociado con la Nebulosa del Corazón.

### IC 1871
IC 1871 es una nebulosa que está asociada con la Nebulosa del Alma

### IC 1848
IC 1848 es un cúmulo abierto que está asociado con la Nebulosa del Alma, contiene varias estrellas de tipo espectral O que la hacen brillar.

### W3, W4, y W5 (Westerhout 3,Westerhout 4, yWesterhout 5)
W5 es una fuente de ondas de radio con centro en IC 1848. Corresponde a un complejo de nubes moleculares, que incluye también a W3 y W4 -éstas asociadas a IC 1805-, que ocupa un espacio de cuatro Lunas llenas en el cielo y en cuyo interior se hallan embebidos varios cúmulos estelares aún en formación. Incluye grandes cavidades excavadas por la radiación y los vientos estelares de estrellas masivas que han nacido en su interior y que han sido observadas por el telescopio de infrarrojos Spitzer.
W4 es notable por ser una especie de chimenea a escala galáctica, con forma de burbuja y poseyendo buena cantidad de gas ionizado, el cual se aleja del plano galáctico a grandes velocidades causadas por vientos estelares de estrellas masivas y/o supernovas.

## Cúmulos abiertos asociados
- Basel 10
- h Persei
- χ Persei
- Melotte 15
- NGC 957
- Berkeley 65
- IC 1848

## Otros
- Visiblemente, a un lado de estas dos nebulosas se encuentran Maffei I y Maffei II.